# Andrzej Pawluszek
Andrzej Waldemar Pawluszek (ur. 29 listopada 1975 w Jeleniej Górze) – polski dziennikarz, działacz turystyczny i samorządowy i urzędnik państwowy, w latach 2004–2006 członek zarządu województwa dolnośląskiego II kadencji.

## Życiorys
Od 1995 do 1997 był redaktorem naczelnym „Gazety Karpackiej”, później prowadził przedsiębiorstwo konsultingowe. W 1999 uzyskał absolutorium z politologii na Wydziale Nauk Społecznych Uniwersytetu Wrocławskiego. W 2011 ukończył studia z zarządzania w turystyce na Uniwersytecie Nowojorskim, a w 2015 z komunikacji i dziennikarstwa na Akademii Humanistyczno-Ekonomicznej w Łodzi. Odbył też kursy z turystyki i zarządzania w Stanach Zjednoczonych, a w 2021 uzyskał tytuł Executive MBA w Collegium Humanum w Warszawie.
W 1998 wybrany do rady miejskiej w Karpaczu. Później zaangażował się w działalność Prawa i Sprawiedliwości, od 2001 do 2004 kierował biurem poselskim Adama Lipińskiego, był też doradcą ds. turystyki, promocji regionu i sportu marszałka województwa oraz w KPRM. W 2002 został radnym sejmiku dolnośląskiego. 25 sierpnia 2004 wybrany na członka zarządu województwa dolnośląskiego (po zmianie koalicji), zajmował stanowisko do końca kadencji 7 grudnia 2006.
W latach 2004–2007 pozostawał prezesem Dolnośląskiej Organizacji Turystycznej, wdrażając program promocji markowych produktów turystycznych, został też zastępcą szefa Interferii, spółki turystycznej powiązanej z KGHM. Następnie był wicedyrektorem biur zagranicznych Polskiej Organizacji Turystycznej w Nowym Jorku i Amsterdamie. W 2016 został doradcą sekretarza stanu w KPRM Adama Lipińskiego, potem od 2018 do 2019 był sekretarzem premiera Mateusza Morawieckiego. Następnie powrócił do oddziału POT w Amsterdamie i został pełnomocnikiem szefa POT ds. biur zagranicznych. Rozpoczął też współpracę z Polską Agencją Prasową oraz holenderską prasą (m.in. „De Volkskrant” i „Trouw”).

## Odznaczenia
Wyróżniony Odznaką honorową „Za Zasługi dla Turystyki” (2005) oraz odznaką za zasługi dla Krakowa  „Honoris Gratia” (2018).